# 翁姑·阿都·阿兹
翁姑·阿都·阿兹（英語：Ungku Abdul Aziz bin Ungku Abdul Hamid；1922年1月28日—2020年12月15日），马来西亚经济学家。

## 生平
翁姑·阿都·阿兹是柔佛州皇室后裔。父亲是柔佛皇室的王子和陆军中尉，母亲是土耳其穆斯林。他的祖父Ungku Abdul Majid带他前往欧洲，在英国伦敦出生。1924年，母亲在他两岁时去世之后，返回马来西亚柔佛新山渡过其童年。他的女儿洁蒂·阿兹是马来西亚国家银行的前行长。
翁姑·阿都·阿兹毕业于柔佛新山英文书院和峇株巴辖的马来学校。1951年，他在新加坡莱佛士学院获得经济学学士学位。1964年，在早稻田大学获得经济学博士。1965年，任马来亚大学经济行政系主任、之后担任文学院院长和经济与行政学院院长。1968年至1988年，担任马来亚大学校长。
翁姑·阿都·阿兹载誉无数，包括获得福冈四世亚洲文化奖、法国艺术与文学勋章、日本瑞宝大绶章、大马敦阿都拉萨基金会荣奖项，以及世界各地大学的许多荣誉学位。
1978年6月17日，他被授予「皇家经济学教授」头衔，是首位获得该头衔的马来西亚人。2002年7月21日，他于国家合作社日当天，被授予国家合作社之父。他也是成立朝圣基金局的创始人，该基金会的成立是为穆斯林朝圣提供资金。
2020年12月15日，翁姑·阿都·阿兹在下午4时30分在太子阁医院（Prince Court）病逝，享年98岁。